# Commotio (Нильсен)
«Commotio», опус 58, CNW 99 ― произведение Карла Нильсена для органа, написанное им в период с июня 1930 по февраль 1931 года и впервые исполненное 24 апреля 1931 года в капелле дворца Кристиансборг в Копенгагене. Является последним сочинением композитора в крупной форме; его примерная продолжительность составляет 20-25 минут.

## История
Нильсен считал «Commotio» одной из самых важных своих работ. В письме своему зятю Эмилю Тельманьи 24 февраля 1931 года композитор писал: «Ни одна из других моих работ не требовала такой большой концентрации, как эта: попытка воссоздать то, что действительно является единственно верным органным стилем ― полифоническую музыку, особенно подходящую этому инструменту, который долгое время рассматривался как разновидность оркестра, хотя на самом деле это не так».
Пьеса вызвала большой интерес у датских органистов ― Петера Томсона, Финна Видерё и Эмилиуса Бангерта. После того, как новости об исполнении нового органного произведения достигли Германии, Эрвин Циллингер, органист из Шлезвига, спросил Бангерта и Нильсена, можно ли будет представить «Commotio» на Скандинавско-немецкой неделе органной музыки, проходившей в Любеке. Нильсен, давший согласие, надеялся присутствовать на выступлении, но слабость, вызванная ухудшающимся состоянием здоровья, помешала ему отправиться в путешествие. В итоге Бангерт самостоятельно прибыл в Любек, где через день или два дня узнал о смерти Нильсена.
Свен-Уве Меллер в журнале «Dansk Kirkemusiker-Tidende» положительно отозвался о произведении и выразил соболезнование по поводу смерти композитора: «К скорбным чувствам, которые переполняют нас в связи со смертью Нильсена, прибавляется благодарность за то, что судьба предоставила ему возможность завершить эту пьесу, которую мы без преувеличения можем назвать самым значительным творением в современной органной литературе. Нильсен, как никто другой, понимал, как можно использовать ресурсы своего времени таким образом, чтобы они не казались „современными“ в негативном смысле этого слова. Его манера выражения, какой бы своеобразной и самобытной она ни была, кажется вполне естественной; ни на мгновение не создается впечатления, что он искал новые пути просто для того, чтобы уйти с хорошо знакомых дорог; того искусственного притворства, которое так часто характеризует современную музыку, у Карла Нильсена не найти; его совершенно цельная манера композиции и способность сочинять живую музыку в данном случае подарили нам органное произведение непреходящей ценности, которое виртуозно исполнил Эмилиус Бангерт».

## Музыка
В связи с любекской «органной неделей» Нильсену предложили составить программные заметки к произведению. Объяснив в сноске, что «commotio» означает «движение, в том числе духовное», композитор продолжил: «Латинское слово „commotio“ на деле применимо в отношении любой музыки, но в названии [пьесы] оно используется более конкретно, в значении „самообъективации“. В крупном произведении для такого мощного инструмента, звучание которого определяется природным элементом ― воздухом, композитор должен попытаться подавить все личные, лирические чувства. Выражение становится величественным и строгим, требуя своего рода сухости вместо эмоциональности, и его скорее следует воспринимать ухом, чем слышать сердцем. Произведение состоит из двух фуг ― вступление, промежуточные части и кода цепляются к ним, подобно тому, как вьющиеся растения оплетают стволы лесных деревьев; однако композитор считает, что с этого места дальнейший анализ излишен».
Существует две аранжировки «Commotio» для оркестра: первая ― созданная Бо Хольтеном и исполненная симфоническим оркестром Оденсе в 2007 году, вторая ― оркестровка Ханса Абрахамсена, впервые сыгранная в 2016 году Датским национальным симфоническим оркестром под управлением Фабио Луизи.